# Distylium macrophyllum
Distylium macrophyllum är en trollhasselart som beskrevs av Hung T. Chang. Distylium macrophyllum ingår i släktet Distylium och familjen trollhasselfamiljen. Inga underarter finns listade i Catalogue of Life.